# Kanton Redon
Kanton Redon (francouzsky Canton de Redon) je francouzský kanton v departementu Ille-et-Vilaine v regionu Bretaň. Tvoří ho šest obcí.

## Obce kantonu
- Bains-sur-Oust
- La Chapelle-de-Brain
- Langon
- Redon
- Renac
- Sainte-Marie